# Berufsgenossenschaft für Fahrzeughaltungen

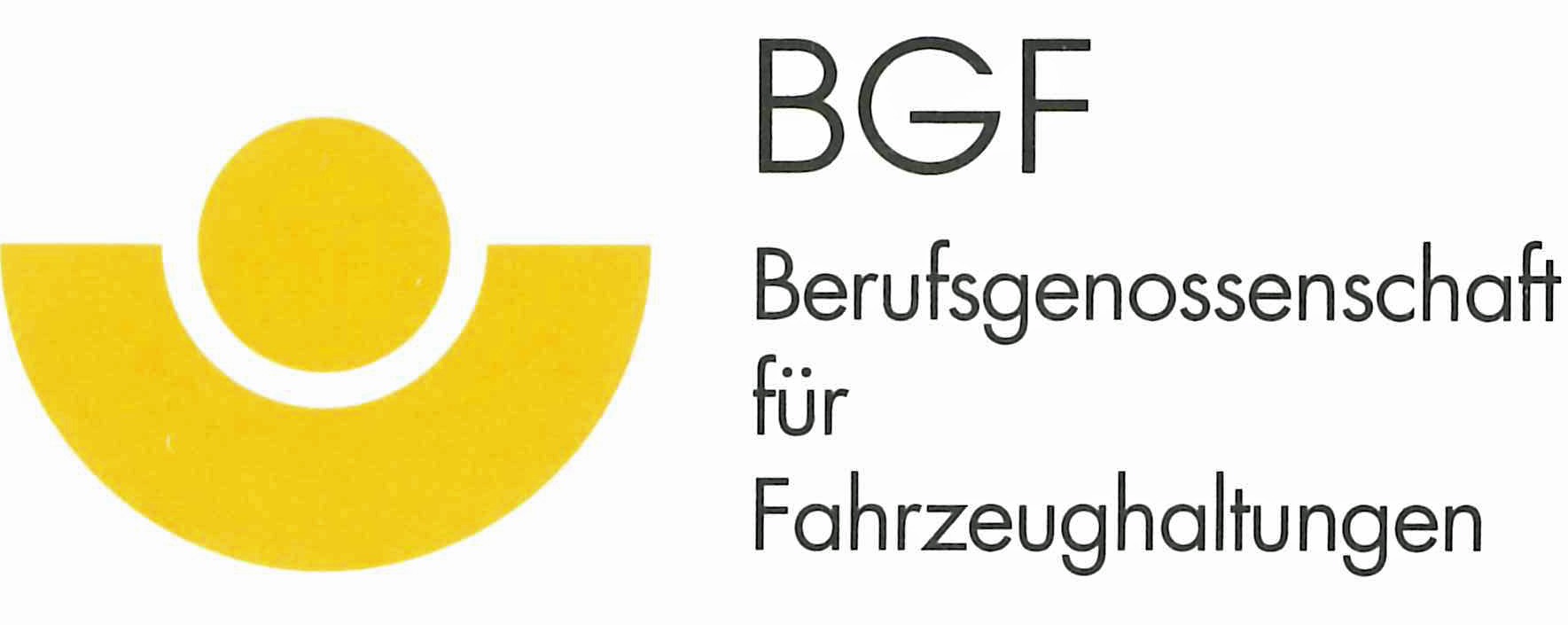
Logo (2003)

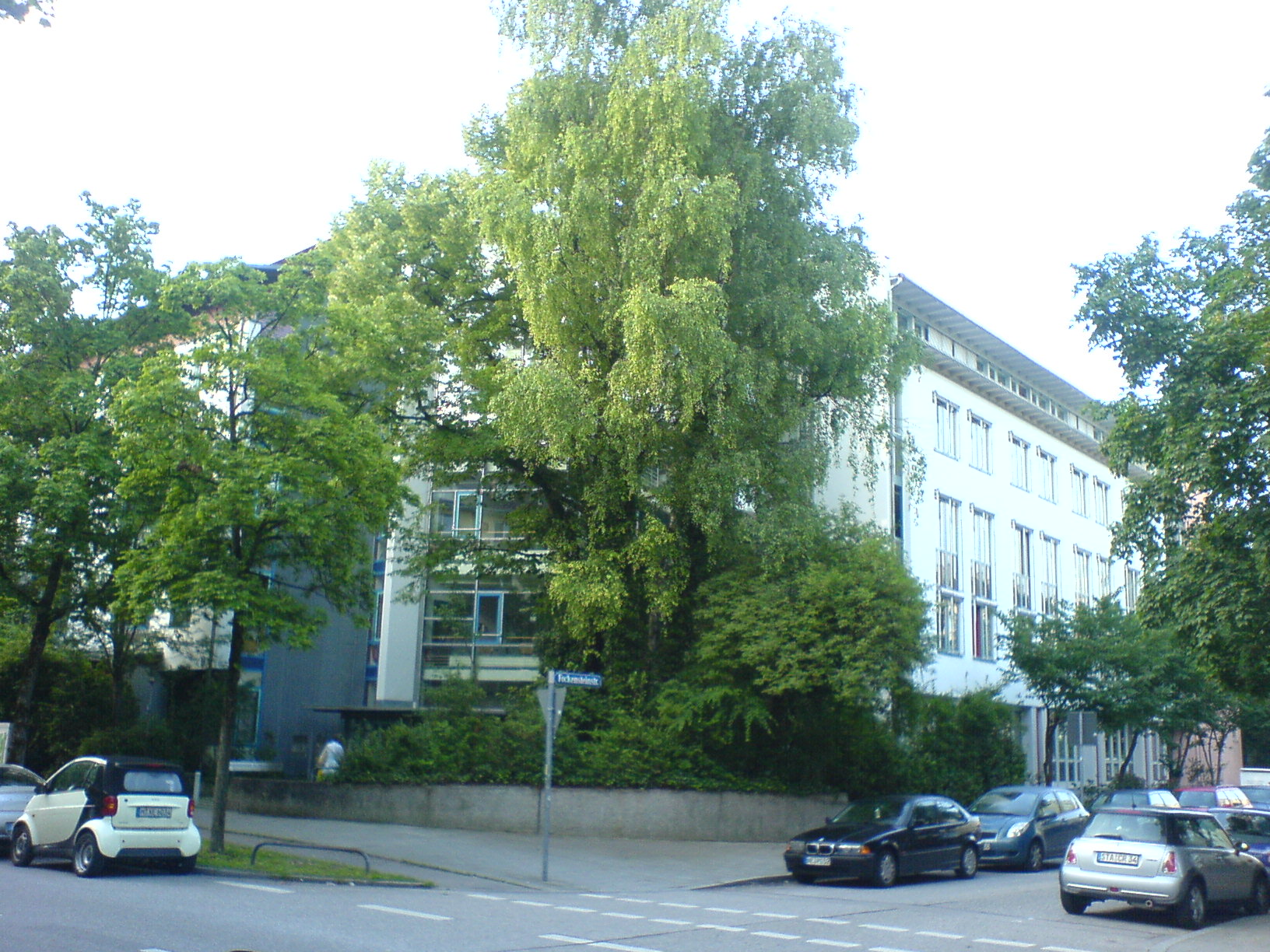
Dienstgebäude der BGF, Bezirksverwaltung München (BV 9)

Die Berufsgenossenschaft für Fahrzeughaltungen (BGF) war eine gewerbliche Berufsgenossenschaft in Deutschland und somit Träger der gesetzlichen Unfallversicherung.

## Zuständigkeit
Die BGF war zuständig für die drei Verkehrsträger straßengebundenes Verkehrsgewerbe, den Luftverkehr, die Binnenschifffahrt und die jeweils artverwandten Unternehmen.

## Standorte
Die Hauptverwaltung der BGF hatte ihren Sitz in Hamburg. Bezirksverwaltungen bestanden in Dresden, Wiesbaden, Hamburg, Berlin, Wuppertal, München, Hannover sowie Außenstellen in Erfurt, Magdeburg, Duisburg und Rostock.

## Geschichte
Am 1. Juli 1886 wurde die Fuhrwerks-Berufsgenossenschaft mit Hauptsitz in Berlin gegründet. 1945 wurde diese in Berufsgenossenschaft für Fahrzeughaltungen umbenannt und nahm 1953 ihren Sitz in Hamburg. Durch Fusion ist die Binnenschifffahrts-Berufsgenossenschaft zum 1. Januar 2005 in der BGF aufgegangen. Die BGF fusionierte zum 1. Januar 2010 mit der See-Berufsgenossenschaft zur BG Verkehr, heute Berufsgenossenschaft Verkehrswirtschaft Post-Logistik Telekommunikation.